# Шипшина зарубчаста
Шипшина зарубчаста (Rosa crenatula) — вид рослин з родини розових (Rosaceae).

## Опис
Кущ заввишки 40–80 см. Листочки великі, 35–65 мм завдовжки і 25–40 мм завширшки, широко-еліптичні. Шипи на гілках зазвичай нахилені або зігнуті.
Квітне у травні й червні.

## Поширення
В Україні вид зростає на галявинах, узліссях, в передгірному чагарниковому поясі Карпат, на старих покладах і серед виноградників у Закарпатті — у Карпатах, Розточсько-Опільських лісах, волинському й західному Лісостепу.